# 7153 Vladzakharov
7153 Vladzakharov este un asteroid din centura principală de asteroizi.

## Descriere
7153 Vladzakharov este un asteroid din centura principală de asteroizi. A fost descoperit pe 2 decembrie 1975 la Observatorul de Astrofizică din Crimeea de Tamara Smirnova. El prezintă o orbită caracterizată de o semiaxă mare de 2,35 ua, o excentricitate de 0,13 și o înclinație de 2,9° în raport cu ecliptica.